# Runeninschriften der Britischen Inseln

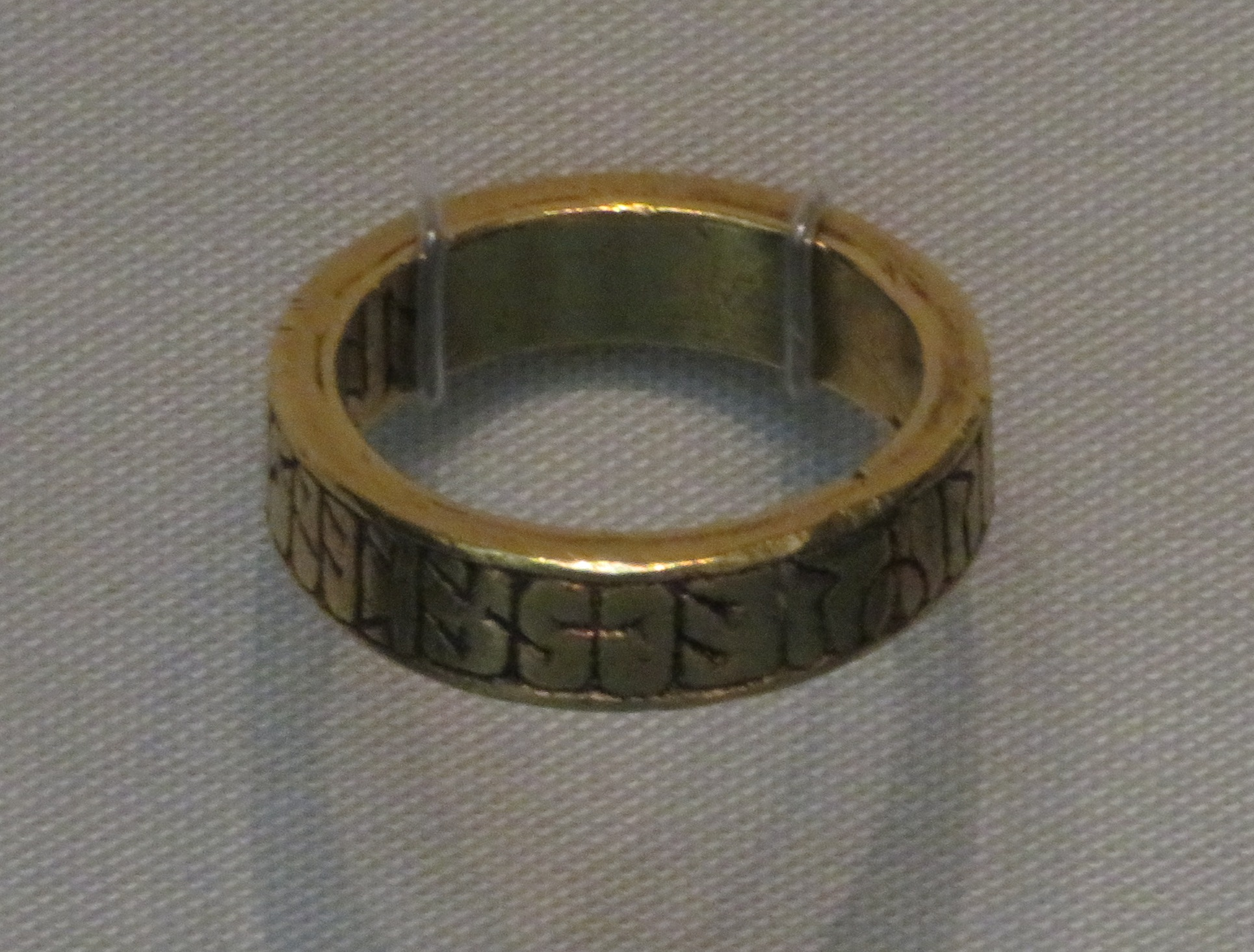
Runenring aus dem Kingmoor bei Carlisle

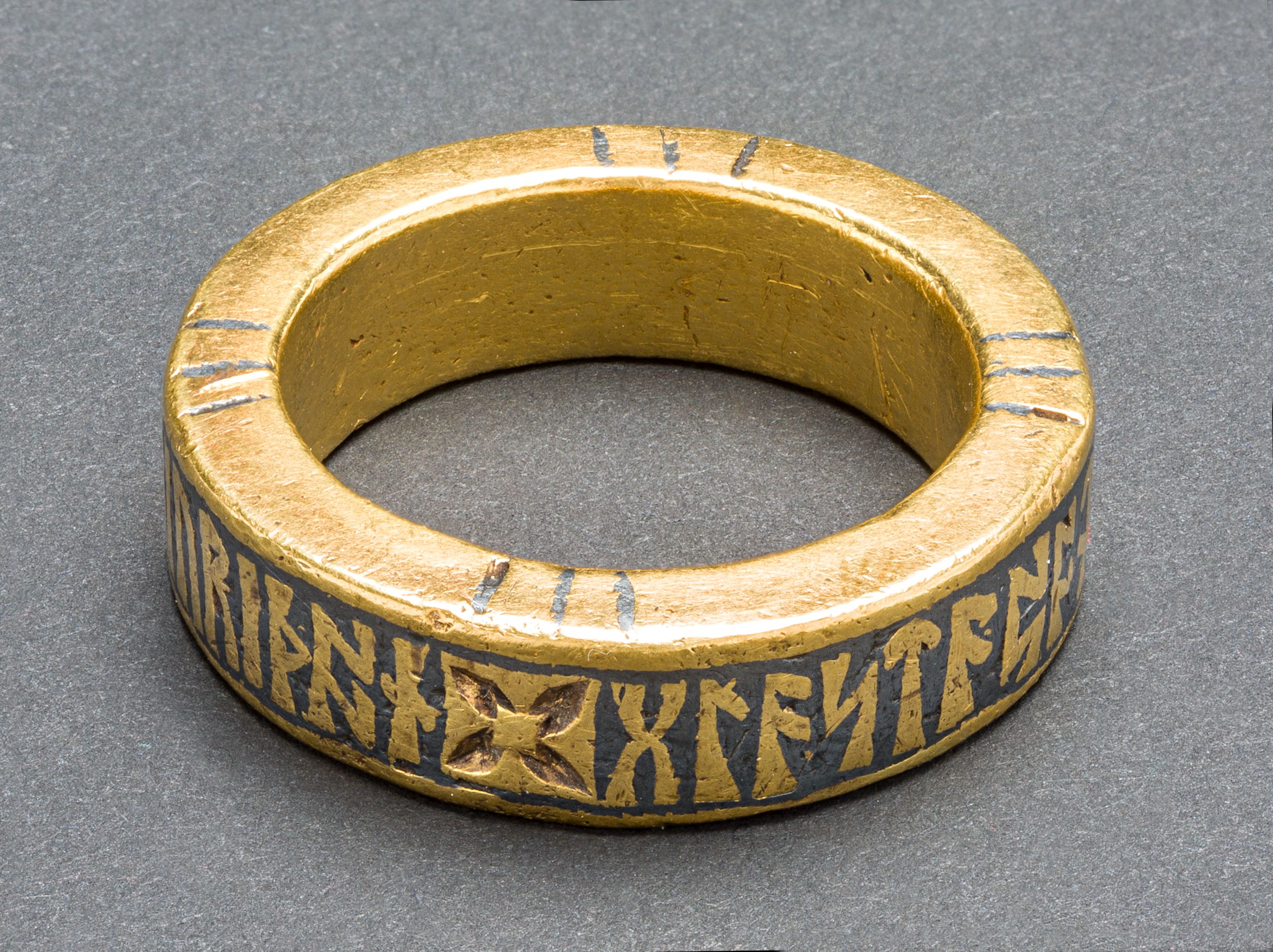
Runenring aus dem Bramham Moor bei Leeds

Bei den Runeninschriften der Britischen Inseln gibt es neben den altenglischen auch etwa 220 wikingerzeitliche in altnordischer Sprache. Diese erweitern das Spektrum skandinavischer Runeninschriften. Sie finden sich auf den Britischen Inseln in England, Irland und auf der Isle of Man, sowie in Schottland auf Orkney und den Shetlandinseln.
Der Runeninschriftenbestand zerfällt in die drei Kategorien: 
- Älteres Futhark in skandinavisch (267) und Südgermanisch (81) auf 348 Gegenständen aus dem 2. bis 8. Jahrhundert n. Chr.,
- Anglo-Frisisches Futhorc (etwa 100 Gegenstände aus dem 5. bis 11. Jahrhundert)
- Jüngeres Futhark (fast 6.000) Gegenstände, 8. bis 12. Jahrhundert. Die Mehrheit findet sich auf Alltagsgegenständen und Gedenksteinen, aber es gibt bedeutsame Sonderfälle. Zum einen gibt es auf der Isle of Man eine große Dichte von Inschriften, die in Steinkreuze geritzt wurden. Zum anderen hat man auf den Innenwänden der Grabkammer Maes Howe auf Orkney Runeninschriften entdeckt, die als Graffiti eingeritzt wurden. Es gibt sieben Ringe aus der angelsächsischen Zeit (9. oder 10. Jahrhundert), die Inschriften tragen.

## Isle of Man
Die Ogham- und Runensteine der Isle of Man sind eine kleine heterogene Gruppe von sechs Steinen, die vor dem 12. Jahrhundert entstanden. Beispiel der Verschmelzung der irischen und nordischen Kultur auf der Insel (Wikinger-Kingdom of Man and the Isles), sind zwei Monumente, die Runen- und Oghaminschriften auf dem gleichen Stein kombinieren. Die übrigen Inschriften befinden sich auf Steinkreuzen (Maughold I und II auf Schieferplatten) und sind nach dem Fundort benannt. Sie werden zwischen 930 und dem 11. Jahrhundert datiert. Die Formel „X“ errichtete dieses Kreuz nach „Y“ ist der Normalfall auf den Kreuzen. Im Gegensatz zur skandinavischen Tradition steht aber bei der Formel anstelle von „Stein“, stets „Kreuz“.

## Orkney
Im Jahre 1861 öffnete der Hobbyarchäologe James Farrer das prähistorische Monument Maes Howe und fand auf den Innenwänden zahlreiche Runeninschriften, die mit der Edition von Michael P. Barnes: „The Runic Inscriptions of Maeshowe, Orkney 1994“ einen gesicherten Stand erreicht haben. Inhaltlich handelt es sich bei den Ritzungen oft um die Formel: „X ritzte diese Runen“, oder nur einen Namen. Es gibt aber auch längere Inschriften mit vermischtem Inhalt. Da ist von einem Schatz die Rede, den man suchte. Ein Runenritzer lobt seine Runenkunst. Ein anderer preist die Schönheit einer Frau. Selbst Obszönes fehlt nicht.
Es ist die größte Ansammlung von Runeninschriften in situ, die man bisher fand. Sie vertreten alle bekannten Schreibweisen: Normalschrift, Zweigrunen (englisch twig runes) und den baumförmigen Stil (englisch tree runes); die Entzifferung letzterer wurde durch diesen Fund überhaupt erst möglich. Sie belegen die kulturgeschichtlichen Verflechtungen im Nordatlantikraum und bezeugen, wie exakt die Überlieferungen der Saga-Literatur sein können, und sie werfen neues Licht auf die Stellung der Frau in jener Zeit (z. B. die runenkundige Lifolf als Mitglied der Kreuzfahrertruppe). Michael P. Barnes schreibt, dass es sich bei den Leuten um die in der Orkneyinga saga erwähnte Kreuzfahrertruppe des Jarl Rögnvald Kali Kolsson handelt, der im Winter 1150–51 auf Orkney Männer um sich scharte, um mit 15 Schiffen auf Kreuzfahrt zu gehen. Wenn das stimmt, haben wir ein genaues Datum für die Öffnung des Hügels.
Michael P. Barnes ist der Ansicht, dass Orthographie, Phonologie und gewisse grammatische Formen ziemlich eindeutig auf norwegische Sprecher deuten. Die typisch isländische Formulierung „fyrir sunnan land“ (im Süden des Landes) ist für ihn eine Ausnahme. Große grammatische Eigenheiten, wie sie auf den Kreuzen von Man zu finden sind, gibt es in Maes Howe nicht.
Das 2013 gefundene Fragment des „Runensteins von Naversdale“, in Orphir auf der Orkneyinsel Mainland wurde vom Vater der Archäologin Sarah Jane Gibbon auf einem Bauernhof als Lesestein aufgesammelt. Die 19 Runen auf dem 24 × 8 cm großen Steinstück sind Teil eines lateinischen Gebetes "die im Himmel, geheiligt bist". Eine lateinische Runeninschrift auf Orkney oder Shetland ist ganz ungewöhnlich.